# Кельдиш
Кельди́ш (рос. Кельдыш) — присілок у складі Шарканського району Удмуртії, Росія.

## Населення
Населення — 295 осіб (2010; 305 у 2002).
Національний склад станом на 2002:
- удмурти — 98 %

## Урбаноніми[3]
- вулиці — Будівельна, Дорожня, Молодіжна, Центральна
- провулки — Ключовий, Шкільний